# Álex Gadea
Álex Gadea, all'anagrafe Alejandro Gadea García-Rojo (Alzira, 22 luglio 1983), è un attore spagnolo, noto per aver interpretato il ruolo di Tristán Castro nella soap Il segreto (El Secreto de Puente Viejo).

## Biografia
Álex Gadea è nato il 22 luglio 1983 ad Alzira, in provincia di Valencia (Spagna), proviene da una famiglia della classe media: suo padre era un funzionario pubblico, sua madre lavorava come impiegata in uno studio di grafica. Durante gli anni del liceo, frequenta un corso di recitazione che lo appassiona al teatro. A soli diciotto anni, lascia la sua città e si trasferisce a Madrid, dove frequenta l'accademia d'arte drammatica di Cristina Rota. Per mantenersi agli studi fa numerosi lavori: cameriere, bracciante, ciabattino, addetto in un call center.

## Carriera
Dopo diverse esperienze teatrali e un paio di spot pubblicitari, nel 2007 ha girato il film Adrenalina e ha fatto la sua prima apparizione sul piccolo schermo nella serie El comisario. L'anno successivo ha recitato nelle serie Hospital Central e in Cazadores de hombres.
Nel 2009 ha ricoperto il ruolo di Luis nella serie La Lola. Dal 2009 al 2011 e nel 2021 ha avuto il suo primo ruolo da protagonista nella serie televisiva L'Alqueria blanca, dove ha interpretato il personaggio di Diego Sanchis. La serie, andata in onda in una televisione locale di Valencia (Canal Nou), ottiene un grande successo di pubblico. Nel 2011 ha recitato in un episodio della serie Los Protegidos.
Dopo questa esperienza è entrato nel cast della soap opera Il segreto, ottenendo grande popolarità con il personaggio di Tristán Ulloa Castro Montenegro. L'attore abbandona la soap nel 2013.
Nel 2014 ha preso parte alla serie di Cuatro Ciega a Citas. Successivamente è tornato al teatro, con la compagnia 611 di Madrid, con lo spettacolo Los Justos di Albert Camus; un'opera drammatica, in cui si affronta il lacerante tema del terrorismo dell'ETA. La rappresentazione teatrale otterrà ottime recensioni da parte della critica spagnola.
Nel corso dello stesso anno, la compagnia madrilena, porta lo spettacolo anche in Italia, prima al Festival Sconfinando di Sarzana (26 luglio) e poi all'Università di Cassino, (11 febbraio 2015), nell'ambito del convegno Il giusto e il vero. Sulle tracce di Albert Camus.
Dal 2015 al 2017 è entrato a far parte del cast della soap opera Sei sorelle (Seis hermanas), in onda sull'emittente pubblica spagnola La 1, nel ruolo del dottor Cristóbal Loygorri del Amo.
Ad aprile 2017 ha iniziato un nuovo progetto teatrale, che lo vede nel ruolo di Christian de Neuvillette, nel Cyrano de Bergerac di Edmond Rostand. Contemporaneamente alla tournée teatrale, è entrato a far parte del cast della serie d'epoca di Antena 3, La gloria e l'amore, ambientata in Marocco durante la guerra coloniale.
Nel 2019 è entrato a far parte del cast della serie Istinto, nel ruolo di Raúl Pascual. Nello stesso anno ha interpretato il ruolo di Mateo Medina de Solís nella serie Toy Boy, andata in onda su Antena 3 e successivamente comprata da Netflix. Nel 2020 ha ricoperto il ruolo di Alejandro "Álex" Subirats nella serie Historias de Alcafrán. Nel 2022 ha interpretato il ruolo di Eduardo Roselló nella serie Sin huellas. L'anno successivo, nel 2023, è stato scelto per interpretare il ruolo di Alonso nella serie La que se avecina.

## Vita privata

### Progetti
Álex Gadea da alcuni anni collabora a varie campagne solidali promosse da Intermón Oxfarm, un'organizzazione no-profit, che promuove programmi di sviluppo e azioni umanitarie in diverse parti del mondo. Inoltre, è un attivo sostenitore delle associazioni A.U.P.A. e APAP, che si occupano del recupero dei cani abbandonati, promuovendone l'adozione. Nel 2015 è stato uno dei volti noti nel calendario dell'associazione Contra el Cáncer cambia el Guión, e nel 2016 ha aderito alla campagna contro la SLA della Fundaciòn ELA.

### Curiosità
Álex Gadea è un appassionato di calcio, sport che ha praticato per molti anni a livello dilettantistico, ed è tifoso del Valencia. L'8 agosto 2015 è stato nominato Valencianista de Honor, nella Convención de Peñas del Valencia, che si è svolta nella sua città, Alzira.

## Filmografia

### Cinema
- Adrenalina, regia di Ricard Figueras e Joseph Johnson Camí (2007)
- El nuevo orden, regia di José Luis Valdivia (2011)

### Televisione
- El comisario – serie TV, 2 episodi (Telecinco, 2007)
- Hospital Central – serie TV, 4 episodi (Telecinco, 2008)
- Cazadores de hombres – serie TV, 1 episodio (Antena 3, 2008)
- La Lola – serie TV, 2 episodi (Antena 3, 2009)
- L'Alqueria blanca – serie TV, 88 episodi (Canal Nou, 2009-2011, 2021)
- Los Protegidos – serie TV, 1 episodio (Antena 3, 2011)
- Il segreto (El secreto de Puente Viejo) – soap opera, 666 episodi (Antena 3, 2011-2013)
- Ciega a Citas – serie TV, 140 episodi (Cuatro, 2014)
- Sei sorelle (Seis hermanas) – serie TV, 489 episodi (La 1, 2015-2017)
- La gloria e l'amore (Tiempos de guerra) – serie TV, 13 episodi (Antena 3, 2017-2018)
- Instinto – serie TV, 5 episodi (2019)
- Toy Boy – serie TV, 13 episodi (Antena 3, 2019)
- Historias de Alcafrán – serie TV, 5 episodi (La 1, 2020)
- Nessuna traccia, o quasi (Sin huellas) – serie TV, 7 episodi (Prime Video, 2022)
- La que se avecina – serie TV (Prime Video / Telecinco, 2023)

## Teatro
- Soledad de un poeta di Lecturas dramáticas, Compañía Algarabia (2000)
- Katarsis del Tomatazo, diretto da Cristina Rota, Sala Mirador (2002-2006)
- A veces pasa, diretto da Ricardo Herrero (2002)
- Pan de Ayer, Compañía La Marabunta, Sala El Soho (2003)
- Nostalgia del Mar, diretto da Paloma Montoro, Sala Fernando de Rojas (2005)
- Beauty, diretto da Pedro Berdayes, Sala Cuarta Pared (2006)
- Desde arriba, diretto da Paloma Montoro, presso la Sala Tarambana (2008)
- Hasta que oscurezca, diretto da José Burgos e Kim Warsen, Sala Mirador (2008)
- Un cuento para adultos di Yassin Serwan, diretto da Yassin Serwan, Compañía Ítaca, presso la Sala Mirador (2013)
- Los Justos di Albert Camus, diretto da Javier Hernández-Simón, Compañía 611, presso la Sala Mirador (2013-2014)
- Cyrano de Bergerac, Edmond Rostand, diretto da Alberto Castrillo-Ferrer, presso il Rovima Producciones Teatrale (2017-2019)

## Programmi televisivi
- C'è posta per te (Canale 5, 17 gennaio 2015) – Invitato speciale
- ¡Ahora caigo! (Antena 3, 7 dicembre 2011) – Invitato speciale

## Doppiatori italiani
Nelle versioni in italiano dei suoi film e delle sue serie TV, Álex Gadea è stato doppiato da:
- Gabriele Sabatini[22] ne Il segreto[23], ne La gloria e l'amore[24], in Sei sorelle[25]

## Riconoscimenti
- European Soap Fan Day 2013 – Premio come Miglior attore straniero per la soap opera Il segreto
- Premi Magazine Estrella 2012 – Menzione speciale del pubblico per la soap opera Il segreto
- Premi García Berlanga 2010 – Premio come Miglior attore rivelazione per la serie L'Alqueria blanca